# Punk (Magazin)
Punk – auch Punk Magazine – ist ein Musik-Fanzine aus New York City, das im Jahr 1975 von Grafiker und Comiczeichner John Holmstrom, Verleger George E. „Ged“ Dunn und „resident punk“ („Punk vom Dienst“) Edward „Legs“ McNeil gegründet wurde. Das Magazin hatte zu Beginn vor allem den Zweck, der Untergrund-Musikszene in New York Mitte der 1970er-Jahre eine publizistische Plattform zu geben. Ihm wird ein wesentlicher Einfluss bei der Etablierung des Begriffs Punk als Genrebezeichnung für die von den Bands dieser Szene gespielte Musik zugeschrieben. Alle drei Gründer betätigten sich auch als Autoren für das Magazin. Die Erstausgabe von Punk kam im Januar 1976 heraus; bis 1979 erschienen insgesamt siebzehn Hefte des Magazins. Seit 2006 sind mehrere neue Ausgaben erschienen.

## Geschichte
In New York hatte sich Mitte der 1970er-Jahre eine Untergrund-Musikszene entwickelt, deren Mittelpunkt der in Downtown Manhattan an der Bowery gelegene Musikclub CBGB war. Die Stilvielfalt der dort zu dieser Zeit auftretenden Bands – neben anderen Television, Blondie, Patti Smith und die Ramones – wurde von Club-Inhaber Hilly Kristal zunächst als „Street Rock“ bezeichnet.
Der Begriff Punk, ursprünglich eine abwertende Bezeichnung für als minderwertig oder als Versager angesehene Personen, gewann in der ersten Hälfte der 1970er-Jahre in der regionalen US-Musikpresse, in Magazinen wie Creem, Bomp und Aquarian an Verbreitung – zunächst als modische Etikettierung für so unterschiedliche Interpreten wie Bruce Springsteen, Patti Smith und die Bay City Rollers. Auch die 1974 gegründete Band Ramones hatte als eine ihrer ersten Kompositionen ein Stück mit dem Titel Judy Is a Punk im Repertoire.
John Holmstrom und Legs McNeil hatten sich auf einer Highschool in Connecticut kennengelernt und sich im September 1975 als Studenten der Kunsthochschule School of Visual Arts in New York wiedergetroffen. Der Grafiker Holmstrom studierte dort bei Will Eisner sowie bei Harvey Kurtzman, Gründer des MAD-Magazins, das Fach Zeichentrickfilm. Als Holmstrom, Dunn und McNeil ihr Magazin gründeten, das der örtlichen Untergrund-Musikszene ein Forum geben sollte, war zunächst geplant, es „Teenage News“ zu nennen. Legs McNeil, der seine Rolle in der Redaktion als „Punk vom Dienst“ bezeichnete, schlug das Wort Punk als Name für die neue Zeitschrift vor, „bevor jemand anderes Anspruch darauf anmeldet“. Entsprechend nannte die Redaktion ihr Büro an der Zehnten Avenue in Manhattan „Punk Dump“ (deutsch, sinngemäß: „Müllkippe“). Neben Berichten über die lokale Musikszene sollte das Magazin den Lebensstil seiner Autoren widerspiegeln. Eine wesentliche Inspiration für die Inhalte von Punk Magazine erhielt Holmstrom durch die Musik der New Yorker Proto-Punk-Band The Dictators, die auf ihrem 1975 erschienenen Debütalbum die Alltagskultur von Jugendlichen persiflierten:

„Holmstrom hatte sich gedacht, dass die Zeitschrift eine Kombination aus allem sein sollte, was uns interessierte – Wiederholungen im Fernsehen, Bier trinken, Weiber flachlegen, Cheeseburger, Comics, B-Movies und dieser durchgeknallte Rock ‘n’ Roll, auf den außer uns offenbar kein Mensch stand.“

Die Belegschaft von Punk Magazine änderte sich in den Anfangsjahren häufig. Zuerst verließ Ged Dunn Anfang 1977 das Magazin, und McNeil ging wenig später. 1979 stellte das Magazin sein Erscheinen ein. Im Jahr 2001 sollte es wieder aufgelegt werden, aber die Ereignisse vom 11. September 2001 stellten diesen Plan zurück. Erst 2006 wurde das Magazin Punk wiederbelebt und wird unter diesem Namen von Holmstrom bis heute gestaltet und in unregelmäßigen Abständen herausgegeben.

## Stil und Inhalte
Die Erstausgabe von Punk Magazine vom Januar 1976 wurde im Dezember 1975 in der Umgebung von Szenelokalen in Manhattan mit Kleinplakaten mit der Schlagzeile „Punk is Coming!“ angekündigt. Sie enthielt als Titelgeschichte ein im CBGB aufgezeichnetes Interview mit Lou Reed, der auf der Titelseite in einer Karikatur von Holmstrom abgebildet war sowie, neben anderen Artikeln, unter der Überschrift „Ramones – Rock ‘n’ Roll – The Real Thing“ ein Interview mit den Ramones. Eine der am häufigsten in den Heften vertretenen Personen ist der Sänger der Ramones, Joey Ramone, der in fast keiner Ausgabe fehlte.
Der grafische Stil von Punk war vom MAD-Magazin inspiriert. Auf den Titelseiten des Magazins waren Fotos und Karikaturen von Musikern sowie Cartoons abgebildet. Der Inhalt der Hefte bestand anfangs aus bewusst dilettantischem Musikjournalismus mit einer Mischung aus Interviews, Konzertberichten, von Holmstrom gezeichneten Comics und Cartoons sowie Foto-Comic-Geschichten.

## Sonstiges
- John Holmstrom erhielt in den späten 1970er-Jahren durch seine Veröffentlichungen als Comiczeichner und Cartoonist für Punk Magazine zweimal den Auftrag, sich an der Gestaltung von Plattenhüllen (Album Cover) der Punk-Band Ramones zu beteiligen: für deren Album Rocket to Russia (1977) illustrierte er die Hüllenrückseite sowie die Innenhülle,[11] für das Ramones-Album Road to Ruin (1978) schuf er die Illustration auf der Vorderseite der Plattenhülle. Im Jahr 2003 zeichnete Holmstrom die Titelillustration für die Ramones-Biographie On the Road with the Ramones;[2] 2005 steuerte er einen mehrseitigen Comic zur Ramones-Anthologie Weird Tales of the Ramones bei.[12]
- Legs McNeil veröffentlichte 1996 gemeinsam mit der Autorin Gillian McCain eine Dokumentation der Entwicklung des US-Punk, in welcher er und andere Interviewpartner auch detailliert Auskunft über die Entstehung des Punk Magazine geben (siehe Abschnitt „Literatur“).